# La piel azul
La piel azul es una película para televisión española dirigida por Gonzalo López-Gallego.

## Argumento
La película cuenta cómo se les va a complicar a unos jóvenes un fin de semana de ensueño que organizan a bordo de un barco.
En el camino hacia el barco se encuentran a una joven francesa que sólo desea disfrutar de sus últimos momentos de vida y que se une al grupo. Durante su estancia en el barco surgen amores, aparecen drogas, alcohol, y lo peor que te puede suceder en un barco, que todos sus ocupantes disfrutando de una zambullida en el mar pierdan la escalerilla que les ayuda a subir al barco.
Tras varias horas y dos jóvenes desaparecidas, una barca surge del mar, a cuyos tripulantes piden ayuda. Aparentemente los ayudan, pero en realidad son secuestrados y maltratados. Tras intentos de asesinato, tirando a dos de los jóvenes al mar, los piratas terminan asesinando a uno de los jóvenes que quedaban a salvo.
Tras sufrimientos, arrepentimientos y dolor, solo quedan con vida tres de los jóvenes y los secuestradores.

## Personajes
- Miguel Ángel Muñoz como Germán.
- Leticia Fabián como Amaya.
- Alejandro Albarracín como Luis.
- Teresa García (actriz) como Bel.
- Rafael Amaya como Fernando.
- Marta Milans como Carlota.
- Manuela Vellés como Sophie.
- Emilio Buale como Abdou.
- Manuel Mansueto como Oussmane.
- Sonia Okomo como Khady.

## Audiencias
| Parte      | Fecha de emisión            | Hora  | Espectadores | Share |
| ---------- | --------------------------- | ----- | ------------ | ----- |
| AUDIENCIAS |                             |       |              |       |
| 1          | Domingo 14 de marzo de 2010 | 22:16 | 2.501.000    | 13,0% |
| 2          | Domingo 20 de marzo de 2010 | 22:16 | 2.248.000    | 12,0% |